# Miklós Kiss

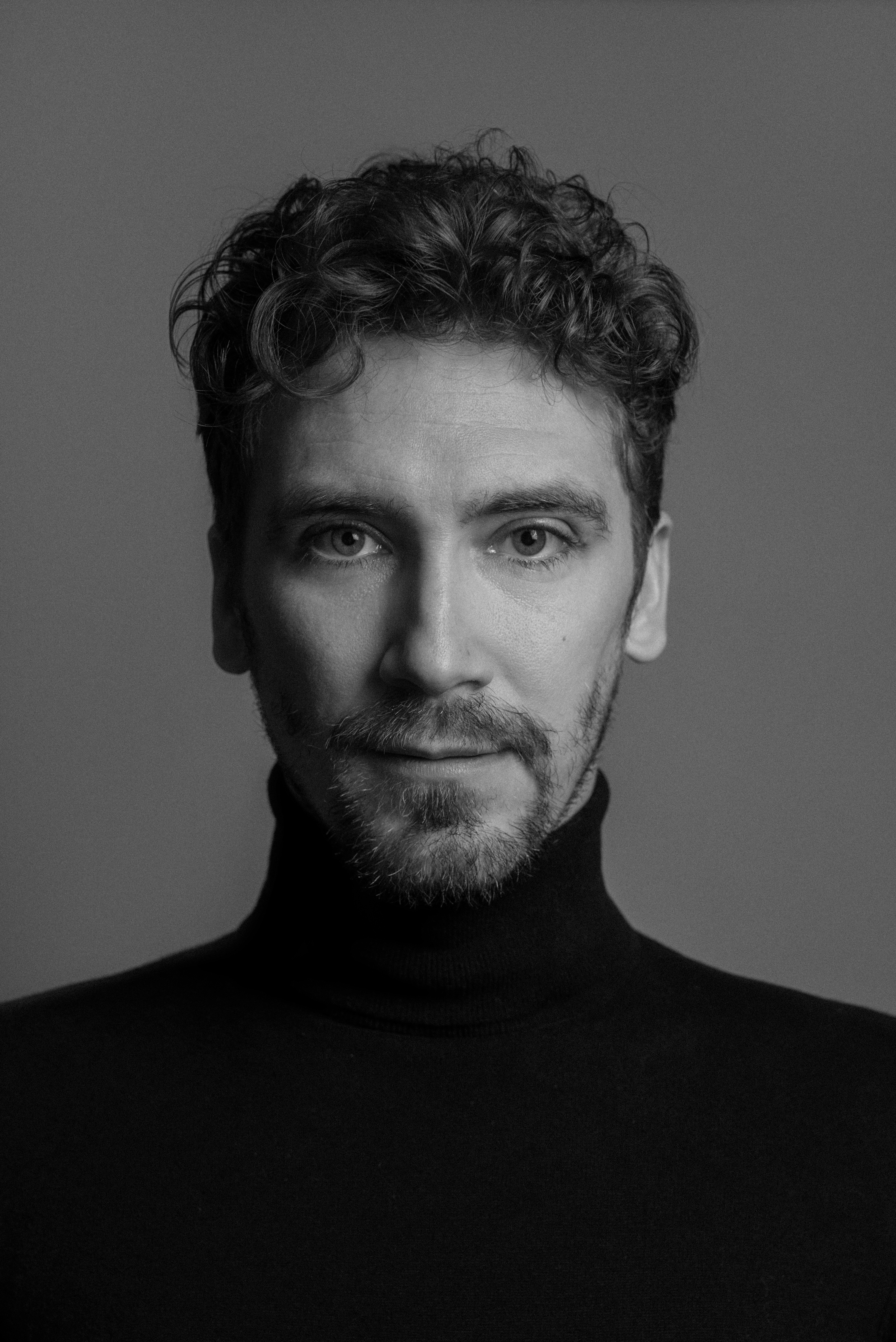
kissmiklos im Jahr 2019

kissmiklos (Miklós Kiss / miklɔːʃ kiʃ /; * 19. September 1981 in Dunaújváros, Ungarn) ist ein ungarischer Designer und bildender Künstler, der Elemente des Grafikdesigns, des Designs, der bildenden Kunst und der Architektur verarbeitet.

## Werdegang
Kiss erhielt einen Abschluss an der Ungarischen Akademie der bildenden Künste, an der er von 2000 bis 2006 Grafik, Malerei und Kunstpädagogik studierte. Während seines Studiums stellte er in der Műcsarnok / Kunsthalle im Ludwig Museum, Budapest, und im Institut für zeitgenössische Kunst, Dunaújváros aus. Nach dem Studium wurde Kiss in die Essl Award Ausstellung des Essl Museums in Klosterneuburg eingeladen, wo er eine Sonderauszeichnung erhielt.
Seit 2008 ist Kiss als bildender Künstler und Grafiker tätig, der Grafik, Design und Innenarchitektur in seinen Projekten vereint. Die meisten Kunstwerke von Miklós Kiss erforschen die Grenzen und Übergänge zwischen Kunst und Design und sollen eine Interaktion mit dem Betrachter bieten.
Seit 2011 führt Miklós Kiss seine Guerilla-Kunstaktion Goldenroach mit 14 Karat vergoldeten Bronzekakerlaken in Museen und Galerien durch und macht sie zum Teil der jeweiligen Ausstellung: Tate Modern, Tate Britain, Britisches Museum, Saatschi-Galerie, MUMOK, Hamburger Bahnhof, Centre Pompidou, Louvre, MAXXI, Vatikanische Museen, MOMA und die Biennale von Venedig. In der ersten legalen Ausstellung Goldenroach Unlimited in Műcsarnok / Kunsthalle, Budapest, installierte Kiss im Jahr 2014 12.000 vergoldeten Kakerlaken zusammen mit einer 14-Karat-Goldkakerlake, die unter den Kunststoffinsekten versteckt war. Die Guerilla-Kunst und -Installation Goldenroach sollte die Definition von Kunst unter dem Aspekt des Ortes und der Art der Darstellung untersuchen.
Kiss schuf mehrere öffentliche Kunstinstallationen, darunter Ball.Room, im Design Terminal, Elisabeth Park, 2016 und Just Decoration Tag Cloud im Mom Park, 2017, Budapest. 2019 stellte Kiss seine Installation Ball.Room mit seinen Emogrammen im Hauptpavillon der Gwangju Design Biennale aus. 2020 hatte er seine erste internationale Solo-Ausstellung in der Lotte Gallery Incheon, Südkorea.

## Kommerzielle Arbeiten (Auswahl)
- Kiss fertigte das Gesamtdesign der Beschilderung für den internationalen Flughafen Budapest Liszt Ferenc an. (2009)
- Das Kunstgewerbemuseum erwarb seine Möbelkollektion aus recycelten Reifen. (2011)
- In Zusammenarbeit mit Heineken entwickelte Kiss eine limitierte Auflage von Flaschendesigns und zwei großen Installationen. (2012–2014)[3]
- Kiss entwarf das Marken- und Verpackungsdesign für die erste ungarische Parfümlinie Viktoria Minya. (2013–2018)[4]
- Kiss wurde von der Budapest Central European Fashion Week beauftragt, eine neue Identität und ein neues Markendesign für den Retail Design Blog zu kreieren. (2018)
- Kiss wurde eingeladen, ein umfassendes City Branding für die Stadt Kaposvár zu kreieren. (2016–2019)
- Designprojekte für das Lincoln Center (New York) und das Hotel Four Seasons (Budapest). Kiss entwickelte eigene Rebranding-Konzepte basierend auf dem bestehenden Logo des Guggenheim Museums and Foundation und des New York Magazines. (2019)
- In Zusammenarbeit mit dem Architekturbüro Archikon entwarf Kiss Interieur für das Restaurant im House of Millennium. Er schuf übertrieben großformatige Ziergegenstände, Teller und Vasen, die auf der Eosin-Technik der Zsolnay-Porzellanmanufaktur basieren. (2019)

## Privates Leben
Miklós Kiss ist seit 2018 mit der Fotografin Eszter Sara Cseh verheiratet.
Dem außergewöhnlichen Heiratsantrag, der 2018 im MOMA als Guerilla-Aktion getarnt war, folgte eine außergewöhnliche Hochzeitszeremonie. Das Design der Hochzeit Identity basierte auf der Manipulation einiger berühmter klassischer Ölgemälde. Die Gesichter auf diesen ikonischen Gemälden wurden mit den Porträts der Braut und des Bräutigams ausgetauscht. Die Bilder wurden in Originalgröße auf Leinwand gedruckt und die Hochzeit begann mit einer echten Ausstellungseröffnung. Die Hochzeit Identity enthielt Einladungskarten, die Einladungen zu Ausstellungen und Museumspostkarten ähnelten, ein Fotobuch und eine spezielle Ausgabe für Weinetiketten.

## Ausgewählte Ausstellungen
- 2019 Ball.Room. Installation, Gwangju Design Biennale Hauptpavillon, Südkorea
- 2017 Just Decoration Tag Cloud, Installation, Mom Park Einkaufszentrum, Budapest
- 2016 Myself, interaktive Ausstellung, Budapest
- 2016 Ball.Room. Installation, Design Terminal, Budapest
- 2014 Goldenroach Unlimited, Ausstellung, Mücsarnok / Kunsthalle Budapest

## Veröffentlichungen (Auswahl)
- Novum, World of Graphic Design (04/19), Stiebner Verlag GmbH, D-80636 München
- Flora&Fauna, Viction:workshop Ltd., Hong Kong
- Los Logos 8, Gestalten, Berlin
- Branding & Spaces Design, Instituto Monsa de Ediciones, Barcelona
- Bon Appétit / Complete Branding for Restaurants, Cafés and Bakeries / Sendpoints Publishing Co., Ltd. Guangzhou, China
- Eat and Stay, Sandu Publishing Co., Ltd., Guangzhou, China
- BOB / International Magazine of Space Design / 132 / A&C Publiching Co., Ltd., Seoul
- AIT / Architektur, Innenarchitektur, Technischer Ausbau / 3.2015 / Verlagsanstalt Alexander Koch GmbH, Leinfelden-Echterdingen
- Computer Arts, Issue #221 (December 2013), Future Publiching Ltd., Bath
- How to use type, Laurence King Publishing Ltd., London
- Computer Arts Collection Volume 1 Part 4: Branding by Franklin Till, Future Publishing Ltd., Bath, UK
- Communication Arts, Volume 54, Number 3, Coyne & Blanchard, Inc., California
- Introducing: Visual Identities for Small Business, Gestalten, Berlin